# كريس فيليكس
كريس فيليكس هو لاعب هوكي الجليد كندي، ولد في 27 مايو 1964 في Bramalea, Ontario ‏ في كندا.

## وصلات خارجية
- كريس فيليكس على موقع دوري الهوكي الوطني (الإنجليزية)
- كريس فيليكس على موقع قاعة مشاهير الهوكي (لاعب أن.إتش.أل) (الإنجليزية)
- كريس فيليكس على موقع EliteProspects.com (الإنجليزية)
- كريس فيليكس على موقع Eurohockey.com (الإنجليزية)
- كريس فيليكس على موقع HockeyDB.com (الإنجليزية)
- كريس فيليكس على موقع Hockey-Reference.com (الإنجليزية)
- كريس فيليكس على موقع أوليمبيديا (الإنجليزية)